# فرانكو تشينو
فرانكو تشينو (بالإيطالية: Franco Chino)‏ (مواليد 27 سبتمبر 1948) هو سبّاح إيطالي، مثّل بلاده في الألعاب الأولمبية الصيفية 1968.

## روابط خارجية
فرانكو تشينو على موقع الاتحاد الدولي للسباحة (الإنجليزية)
- فرانكو تشينو على موقع أوليمبيديا (الإنجليزية)